# Austral, New South Wales
Austral este o suburbie în Sydney, Australia.